# NGC 1566
NGC 1566 је спирална галаксија у сазвежђу Златна риба која се налази на NGC листи објеката дубоког неба. Она је доминантни и најсјајнији објекат Дорадо јата. NGC 1566 је друга по сјају Сејфертова галаксија, одмах после NGC 1068.
Деклинација објекта је - 54° 56' 14" а ректасцензија 4h 20m 0,5s. Привидна величина (магнитуда) објекта NGC 1566 износи 9,4 а фотографска магнитуда 10,2. Налази се на удаљености од 11,835 милиона парсека од Сунца. NGC 1566 је још познат и под ознакама ESO 157-20, IRAS 04189-5503, PGC 14897.